# El Sistema
|  | For den danske del se El Sistema i Danmark |
El Sistema (forkortelse af det officielle navn Sistema Nacional de Orquestas Juveniles e Infantiles de Venezuela) er en slags statsligt finansieret musikskole i Venezuela, rettet mod socialt udsatte børn og unge. Projektet blev grundlagt i 1975 af økonom og komponist José Antonio Abreu, der i 2009 modtog Polar Music Prize på grund af sit arbejde med El Sistema. Dirigenten Gustavo Dudamel er en af de mest berømte elever. Projektet har siden hen udbredt sig til flere lande, herunder Storbritannien, USA og Danmark.

## Kritik
Projektet har været kritiseret for ikke reelt at være målrettet socialt udsatte børn og unge, men derimod reelt at omfatte børn og unge fra middelklassen samt bygge på forældede musikpædagogiske principper.